# Herb Gościna
Herb Gościna – jeden z symboli miasta i gminy Gościno.

## Wygląd i symbolika
Herb przedstawia na tarczy w polu czerwonym obronną bramę drewnianą złotą, z otwartymi wrotami, pośrodku których jest majuskułowa litera G srebrna. Litera G nawiązuje do siedziby władz gminnych – Gościna.